# Ernst Mühlemann

Ernst Mühlemann (1985)

Ernst Mühlemann (* 17. Juni 1930 in Illhart TG; † 11. September 2009 in Ermatingen TG) war ein Schweizer Politiker (FDP). Er gehörte von 1983 bis 1999 dem Nationalrat an.

## Leben
Der Sohn eines Bauern besuchte das Lehrerseminar in Kreuzlingen. Danach studierte er Pädagogik, Germanistik und Geschichte an den Universitäten Zürich, Paris und Florenz.
Mühlemann arbeitete von 1956 bis 1960 als Sekundarlehrer in Weinfelden. Anschliessend war er Lehrer, Internatsleiter und Verwalter am Lehrerseminar Kreuzlingen. Von 1972 bis zu seiner Pensionierung 1992 leitete er als Direktor der Schweizerischen Bankgesellschaft das Ausbildungszentrum Wolfsberg in Ermatingen, das er mitbegründet hatte. Ab 1979 nahm er Lehraufträge für Unternehmensführung an der Universität Konstanz, ab 1983 an der ETH Zürich wahr. Nach der Pensionierung war er Berater am Lillienberg-Unternehmerforum in Ermatingen.
Mühlemann war Brigadier der Schweizer Armee. Er war Stabschef des Feldarmeekorps 4, Kommandant der Grenzbrigade 7 und Chef der Gruppe Strategie im Armeestab. 1971 überlebte er im Rahmen eines Manövers einen Helikopterabsturz unterhalb des Hörnli. Der Korpskommandant Adolf Hanslin starb, der Pilot später auch.
Mühlemann war mit Lislott Mühlemann-Bürgin (1931–2023) verheiratet, hatte drei Töchter und lebte bis zuletzt in Ermatingen im Kanton Thurgau. Dort verstarb er am 11. September 2009 in seinem Haus.

## Politik
Von 1964 bis 1968 gehörte Mühlemann dem Gemeinderat von Kreuzlingen an. 1983 wurde er in den Nationalrat gewählt, dem er bis zu seinem Rücktritt 1999 angehörte. Das langjährige Mitglied der Aussenpolitischen Kommission (Präsident 1994/95) wurde von der Neuen Zürcher Zeitung als «Schattenaussenminister» der Schweiz bezeichnet. Daneben war er vor allem in der Wirtschafts- und der Medienpolitik aktiv.
Von 1991 bis 1999 gehörte Mühlemann der Parlamentarischen Versammlung des Europarates an, deren Schweizer Delegation er 1996/97 vorstand. Als Diplomat und Chefrapporteur des Europarates verhandelte er mit Gorbatschow und Schewardnadse, reiste und vermittelte zwischen Bern, Strassburg, Brüssel, Washington, Moskau, dem Balkan und dem Kaukasus.
Ernst Mühlemann engagierte sich für eine aktive Rolle der Schweiz in der Welt.

## Weitere Aktivitäten
Mühlemann präsidierte die Fernfachhochschule Schweiz und den Verwaltungsrat der Lokalradio Thurgau AG. Er war Treasurer beim Internationalen Grünen Kreuz. Ausserdem war er aktiv als Präsident der Thurgauischen Kunstgesellschaft (1959–1979) und als Mitbegründer und später Ehrenmitglied des Internationalen Bodenseerates. Von 1959 bis 1979 war Mühlemann Präsident der Thurgauischen Kunstgesellschaft und trieb die Gründung eines Kunstmuseums in seinem Heimatkanton voran.

## Werke
- Augenschein. Als Schweizer Parlamentarier an aussenpolitischen Brennpunkten. Huber, Frauenfeld 2004, ISBN 3719313506.
- Blick ins Bundeshaus. Als Schweizer Parlamentarier an innenpolitischen Brennpunkten. Huber, Frauenfeld 2005, ISBN 3719314030.